# Mentzelia parvifolia
Mentzelia parvifolia är en brännreveväxtart som beskrevs av Ignatz Urban, &Amp; Gilg och F. Kurtz. Mentzelia parvifolia ingår i släktet Mentzelia och familjen brännreveväxter. Inga underarter finns listade i Catalogue of Life.